# Dåbskapel
Et dåbskapel er en religiøs bygning i tilknytning til en kirke, hvor dåbshandlinger finder sted. Dåbskapeller er især kendt fra Italien og Frankrig. Dåbskapellerne blev oprindeligt bygget, fordi der kun var adgang til kirken for døbte. Dåben måtte derfor først finde sted i en bygning adskilt fra kirken. Dåbskapeller er dog også opført, efter at det blev muligt at døbe i selve kirken.
Dåbskapeller er ofte ottekantede, idet de har taget model efter et af de første, dåbskapellet i Laterankirken i Rom. De otte kanter symboliserer otte dage: de seks dage, hvor verden skabtes, den syvende, hviledagen samt den ottende, der symboliserer evigheden. Dåbskapellerne er ofte udstyret med en kuppel, hvorunder dåbsbassinet er placeret, idet der ikke blot er tale om en døbefont, men om et egentligt bassin, hvori hele kroppen skulle nedsænkes.
Nogle af de ældste bevarede dåbskapeller er laterandåbskapellet i Rom, dåbskapellet i Ravenna og dåbskapellet Santa Maria Maggiore i Nocera Superiore. Nogle af de mest kendte er dåbskapellerne i Pisa, Firenze og Parma.

## Billedgalleri
- Laterandåbskapellet i Rom
- Dåbskapellet i Nocera Superiore
- Dåbskapellet i Nocera Superiore
- Dåbskapellet i Pisa
- Dåbsbassinnet i Pisa
- Dåbskapellet i Firenze
- Dåbskapellet i Firenze
- Dåbskapellet i Parma